# Vouraikos
El Vouraikos o Buraico (en griego: Βουραϊκός, latín: Buraïcus), conocido en la Antigüedad como Erasinus o Erasino (griego antiguo: Ἐρασῖνος, según Estrabón) es un río en Acaya, Grecia. Su fuente se encuentra en las montañas de Aroania, cerca del pueblo de Priolithos. Fluye cruzando las ciudades de Kalávrita y Diakopto, y desemboca en el Golfo de Corinto. Tiene 37,5 km de longitud. El nombre se deriva de Bura, hija mitológica de Ion y Hélice que fue amada por Hércules, quien según la leyenda abrió el desfiladero para acercarse a ella, que correspondería a la actual garganta o cañón de Vouraikos, que tiene una longitud de unos 20 km. En el desfiladero, el río pasa por una densa vegetación y acantilados, cascadas y cuevas. El ferrocarril Diakopto-Kalávrita pasa por el desfiladero de Vouraikos.
Según la leyenda, había una cueva a orillas del río dedicada a Hércules. Allí los peregrinos llegaron a leer su destino en las Tablas del Conocimiento, como se les llamaba.
El río es mencionado por Pausanias en su Descripción de Grecia.